# Katerînivka, Hmelnîțkîi
Katerînivka (în ucraineană Катеринівка) este un sat în comuna Antonivka din raionul Hmelnîțkîi, regiunea Hmelnîțkîi, Ucraina.

## Demografie
Componența lingvistică a localității Katerînivka
     Ucraineană (98,55%)
     Rusă (1,45%)
Conform recensământului din 2001, majoritatea populației localității Katerînivka era vorbitoare de ucraineană (98,55%), existând în minoritate și vorbitori de rusă (1,45%).